# Gramós
Gramos – miejscowość w Hiszpanii, w Katalonii, w prowincji Lleida, w comarce Alt Urgell, w gminie Ribera d’Urgellet. 
Znajduje się w dolinie Elins, na zachód od rzeki Pallerols.
Według danych INE w 2020 roku liczyła 1 mieszkańców – 1 mężczyznę. 